# Regionální park Vištytis
Regionální park Vištytis, litevsky Vištyčio regioninis parkas, je chráněný regionální přírodní park jezera Vištytis (Vištyčio ežeras) a jeho okolí v jihozápadní části okresu Vilkaviškis v Marijampolském kraji v Litvě. Park se nachází u státní hranice Litvy s Polskem a Ruskem. Správa parku se nachází ve městě Vištytis.

## Další informace
Regionální park Vištytis vznikl v roce 1992 na ploše 10428 ha za účelem ochrany kopcovité krajiny ledovcových morén a jezera Vištytis, jejich ekosystému a kulturního dědictví. Krajina je lesnatá s četnými jezery a mokřady. Nachází se zde také bludný balvan Vištytis a další menší bludné balvany a souvky pocházející z Fennoskandinávie. Nejvyšším geografickým bodem je kopec Janaukos kalva (284 m n. m.). Bylo zde spatřeno 123 druhů ptáků.

## Turistika
Největším sídlem parku je město Vištytis. V krajině se také nachází památkově chráněné kostely, mlýny, prehistorické, historické a kulturní památky. Především okolí jezera Vištytis je populárním místem turistiky a rekreace. V nejjižnější části parku se nachází Trojmezí Litva–Polsko–Rusko.

## Galerie

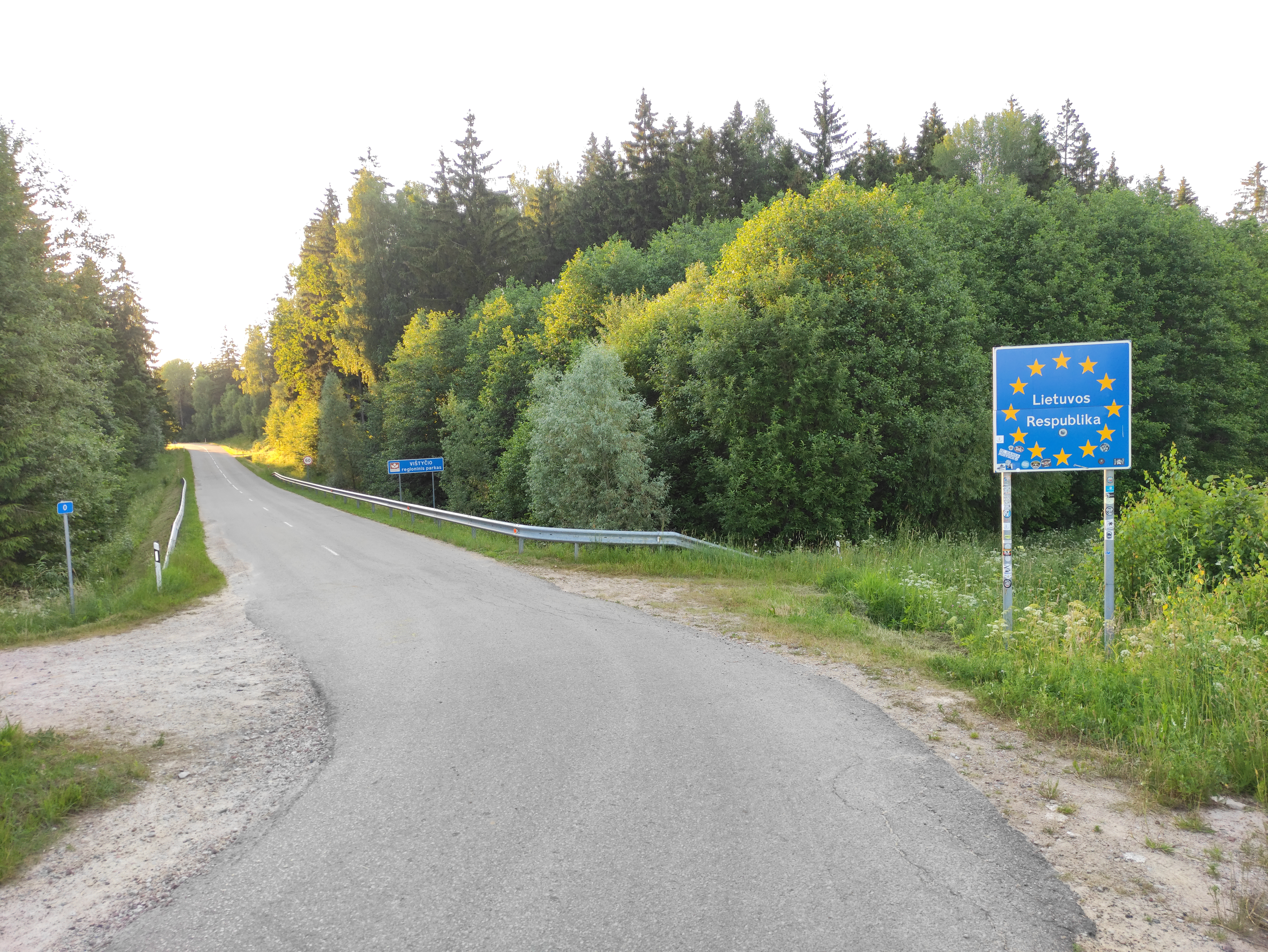
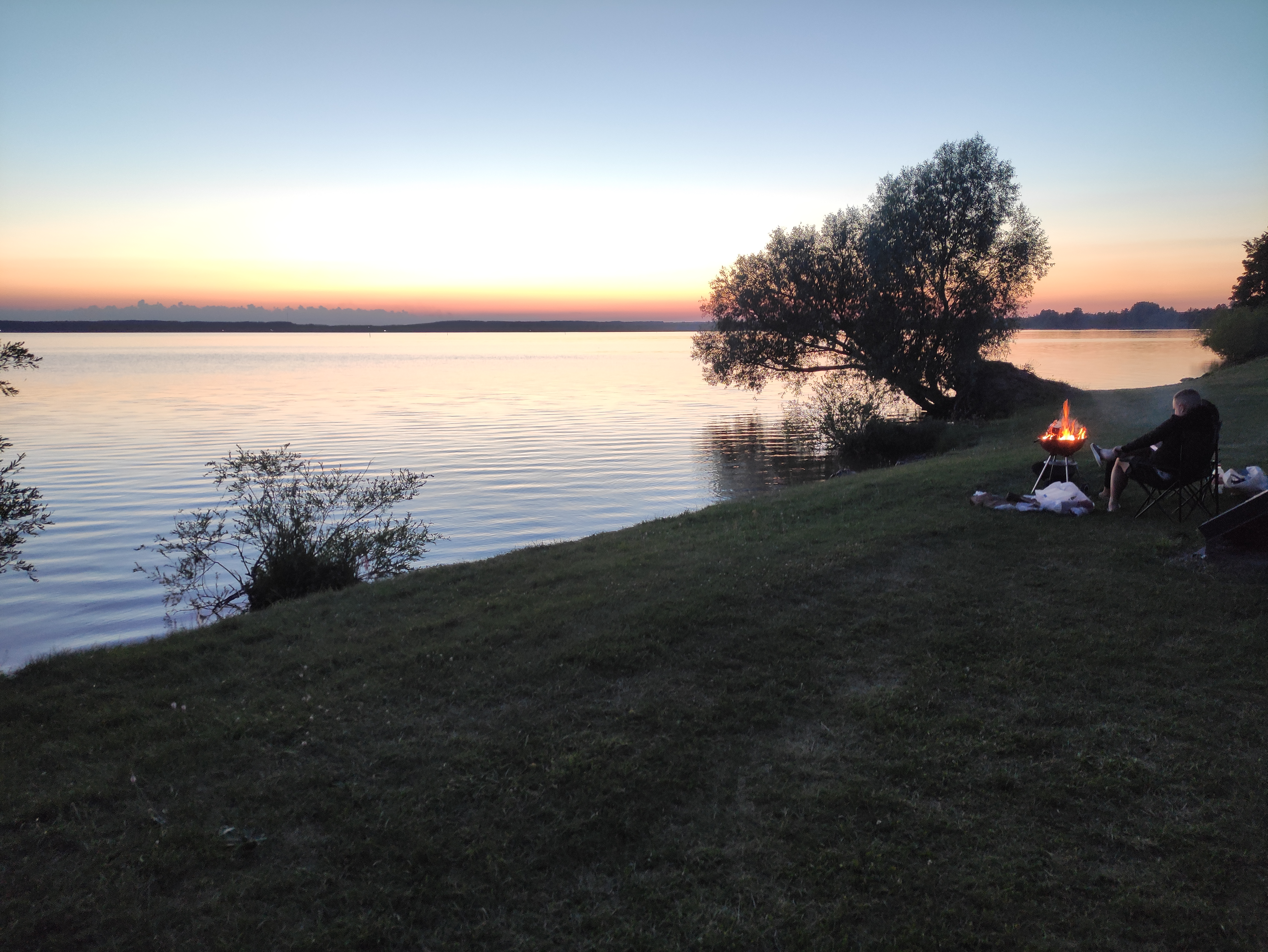
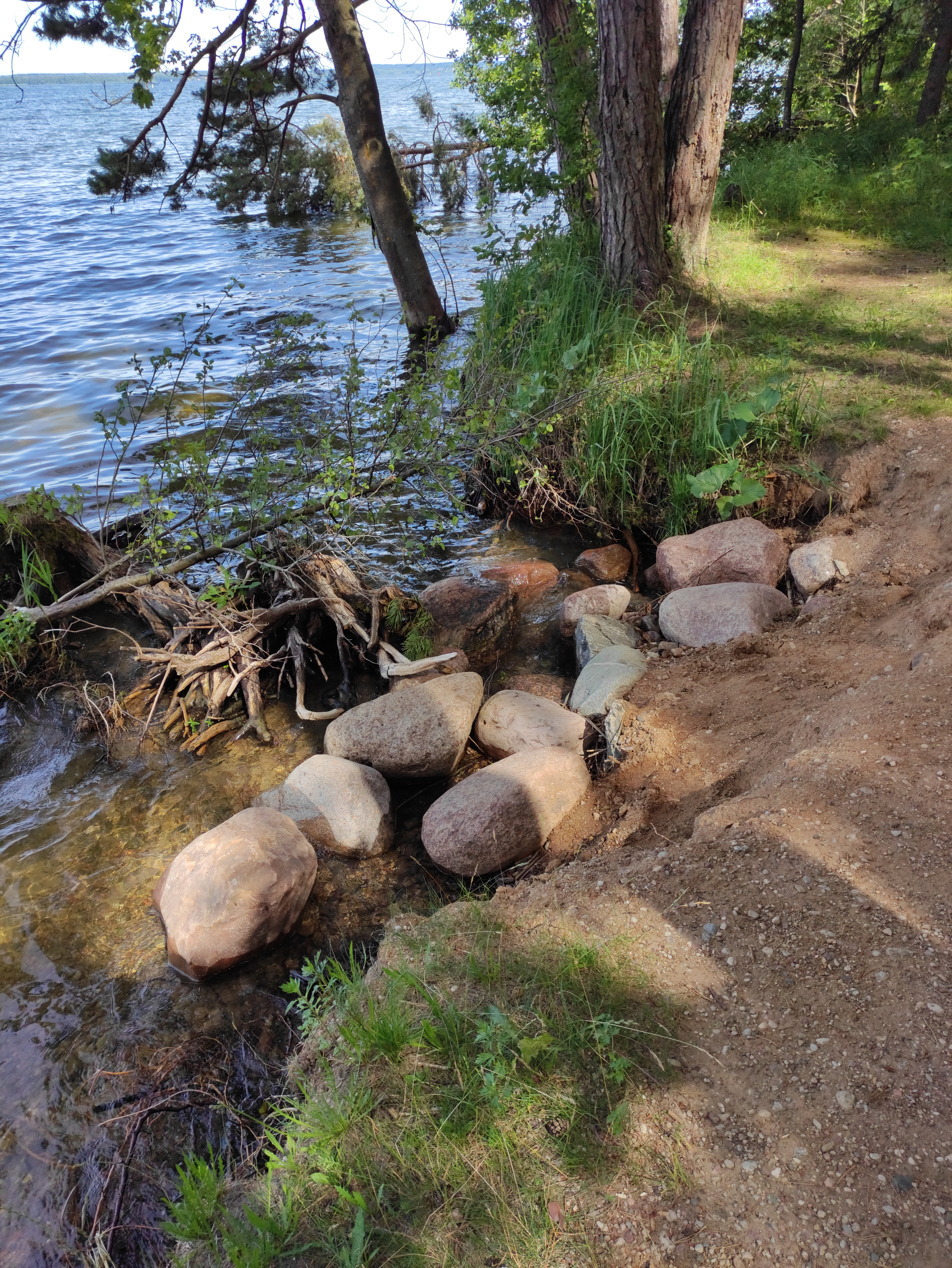
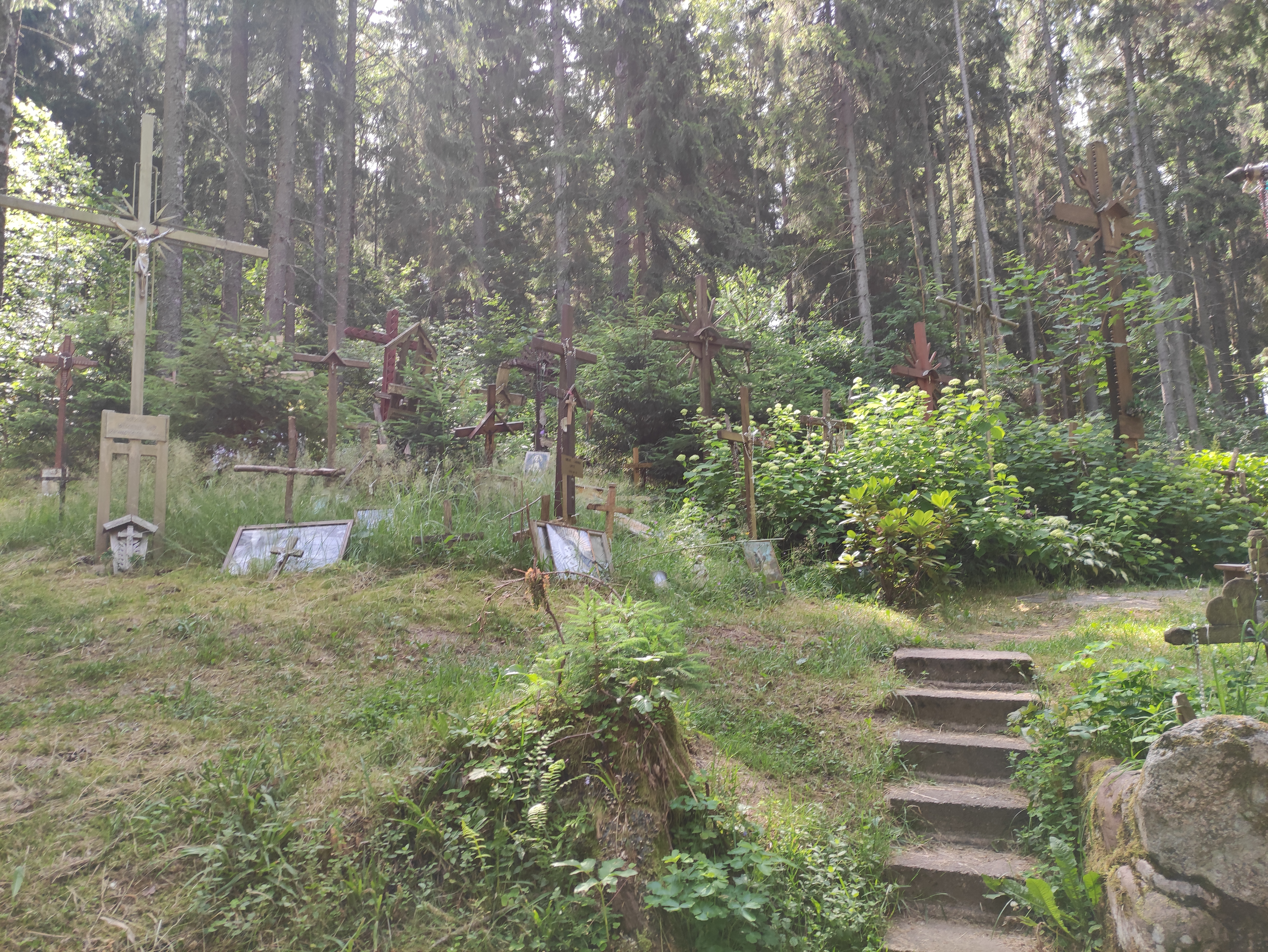
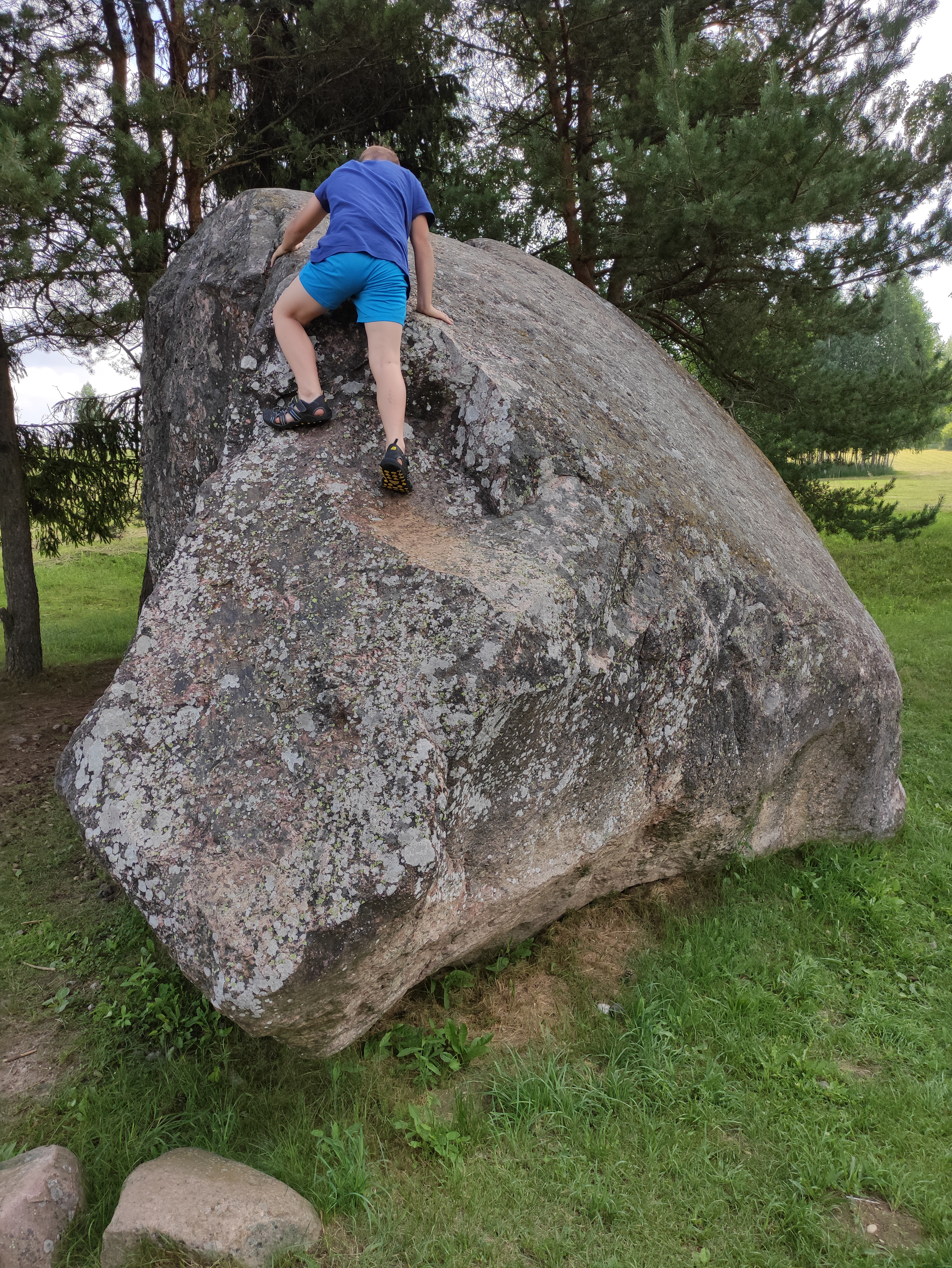
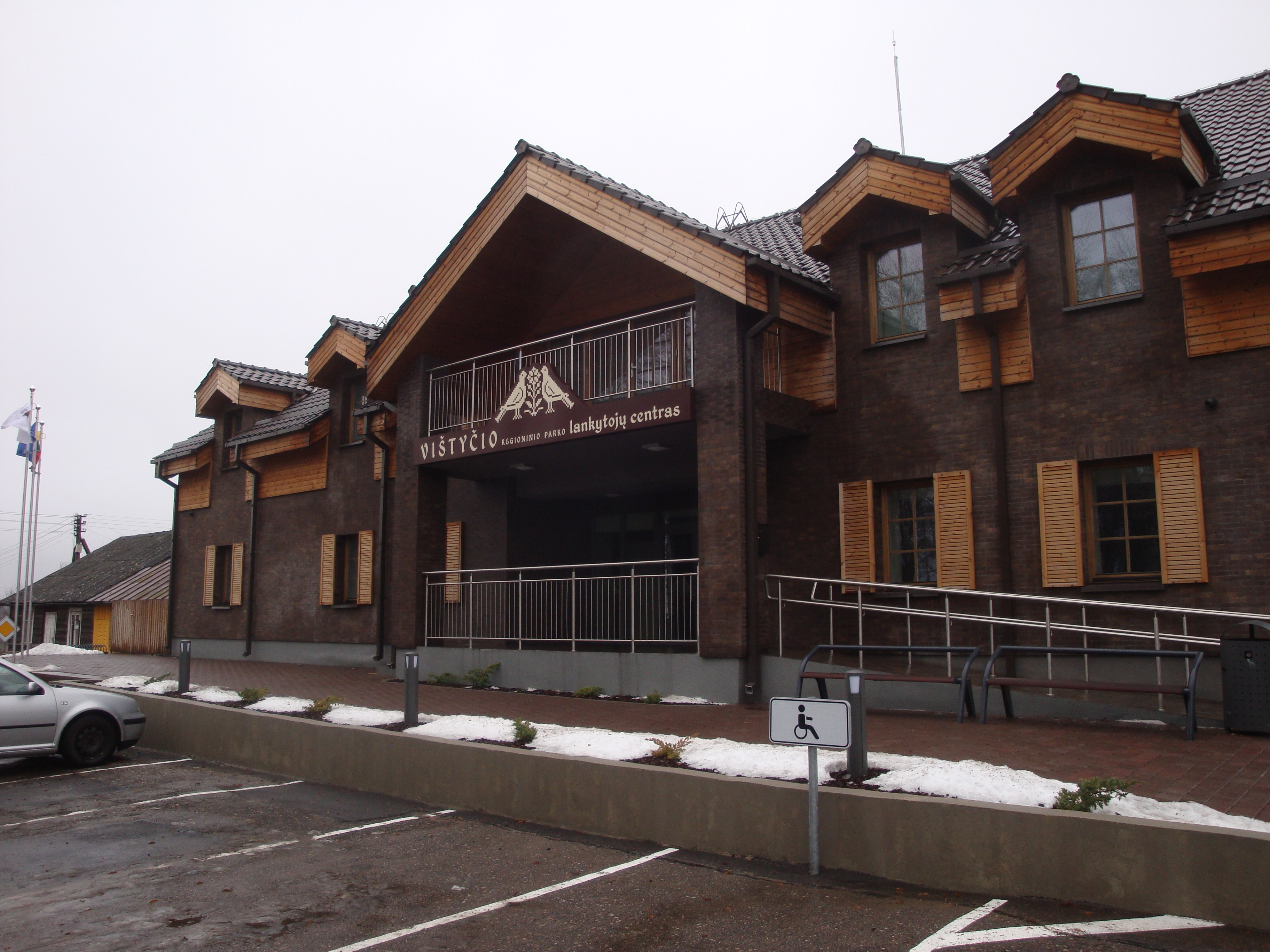
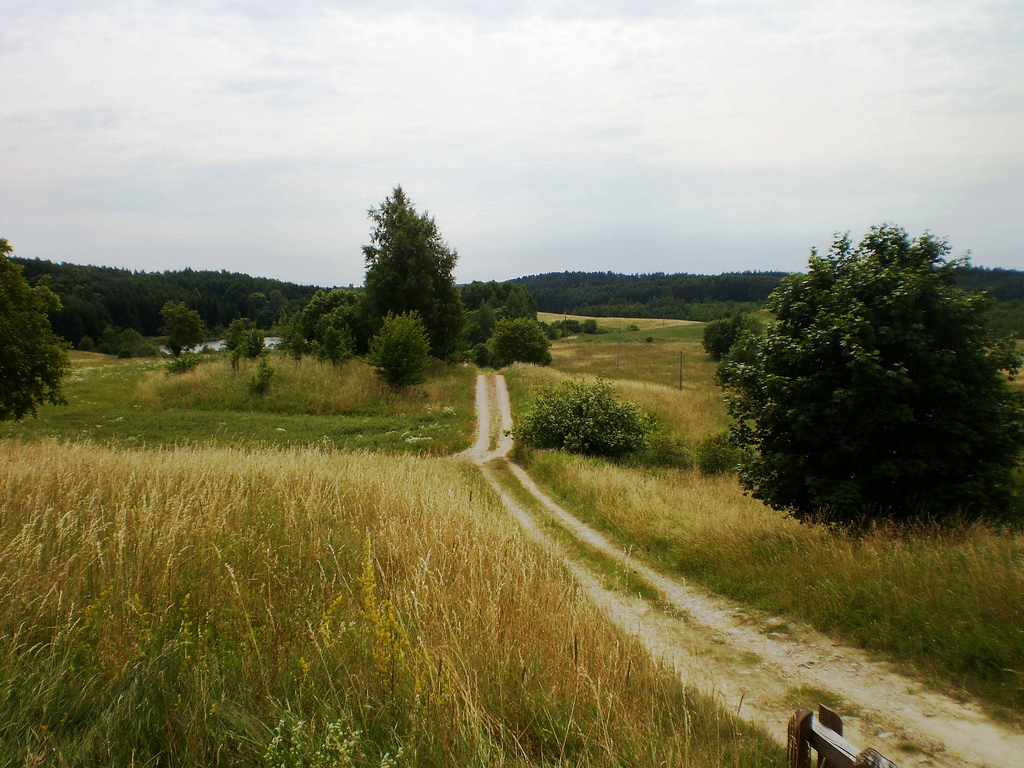
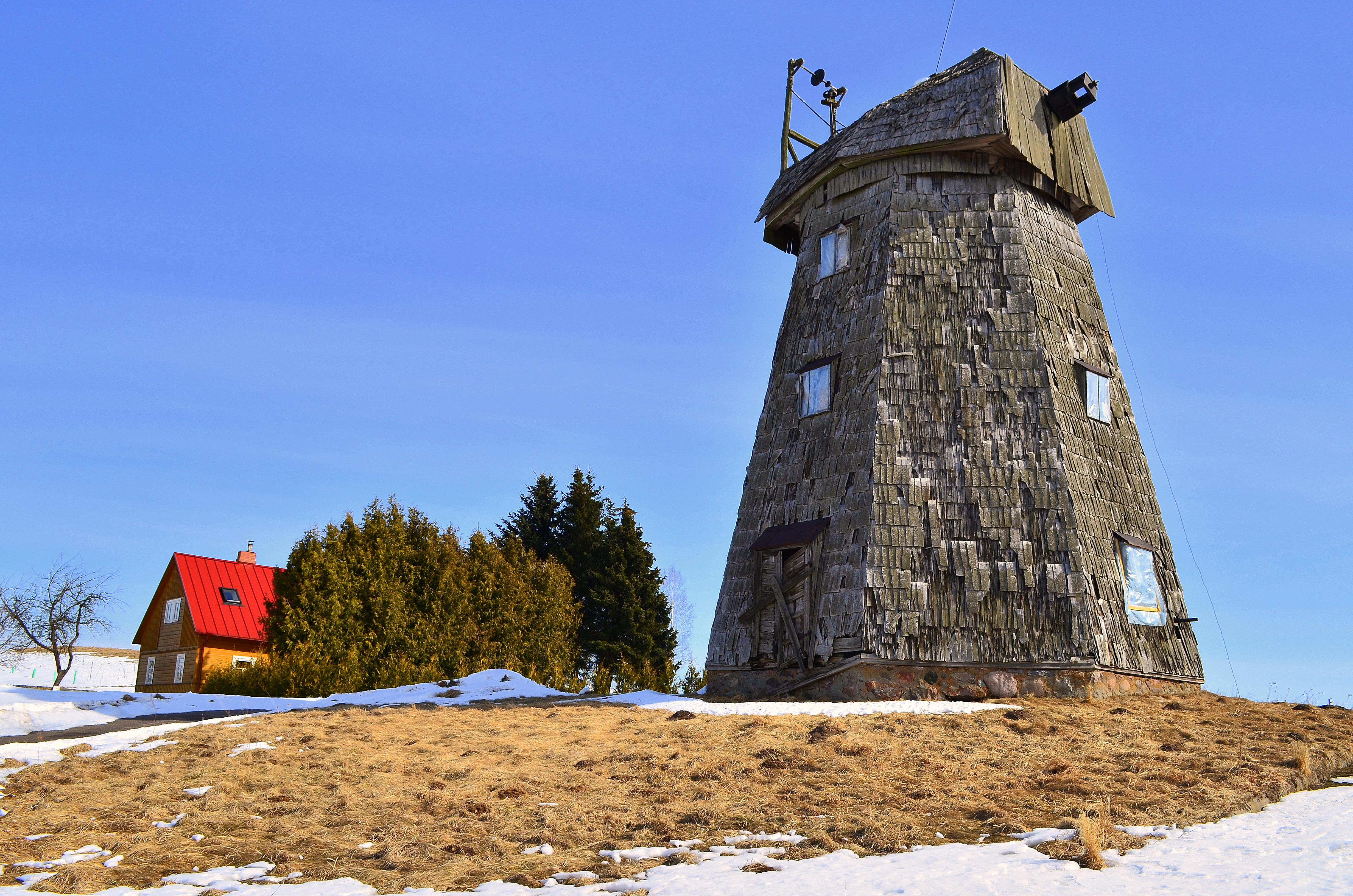
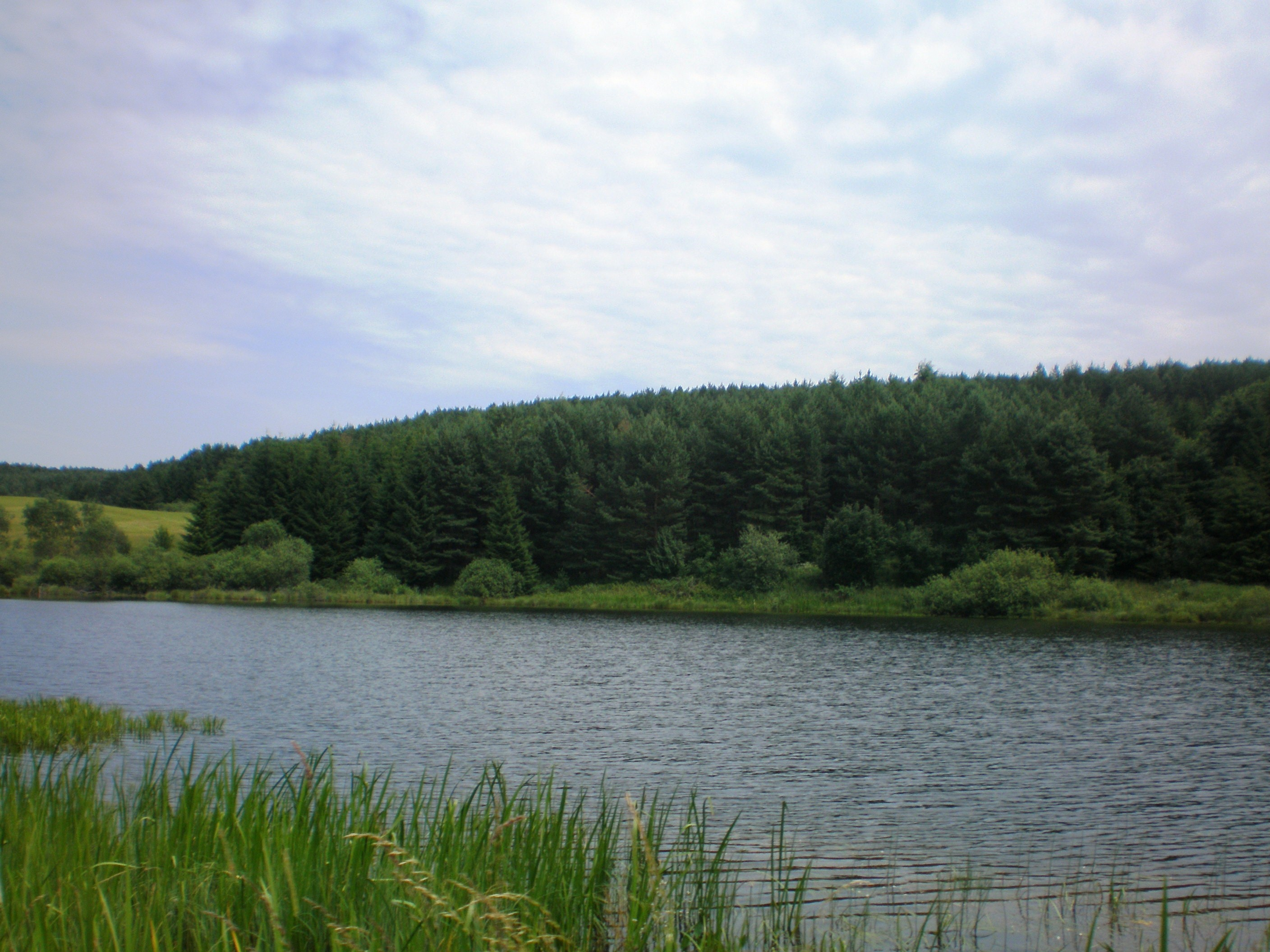
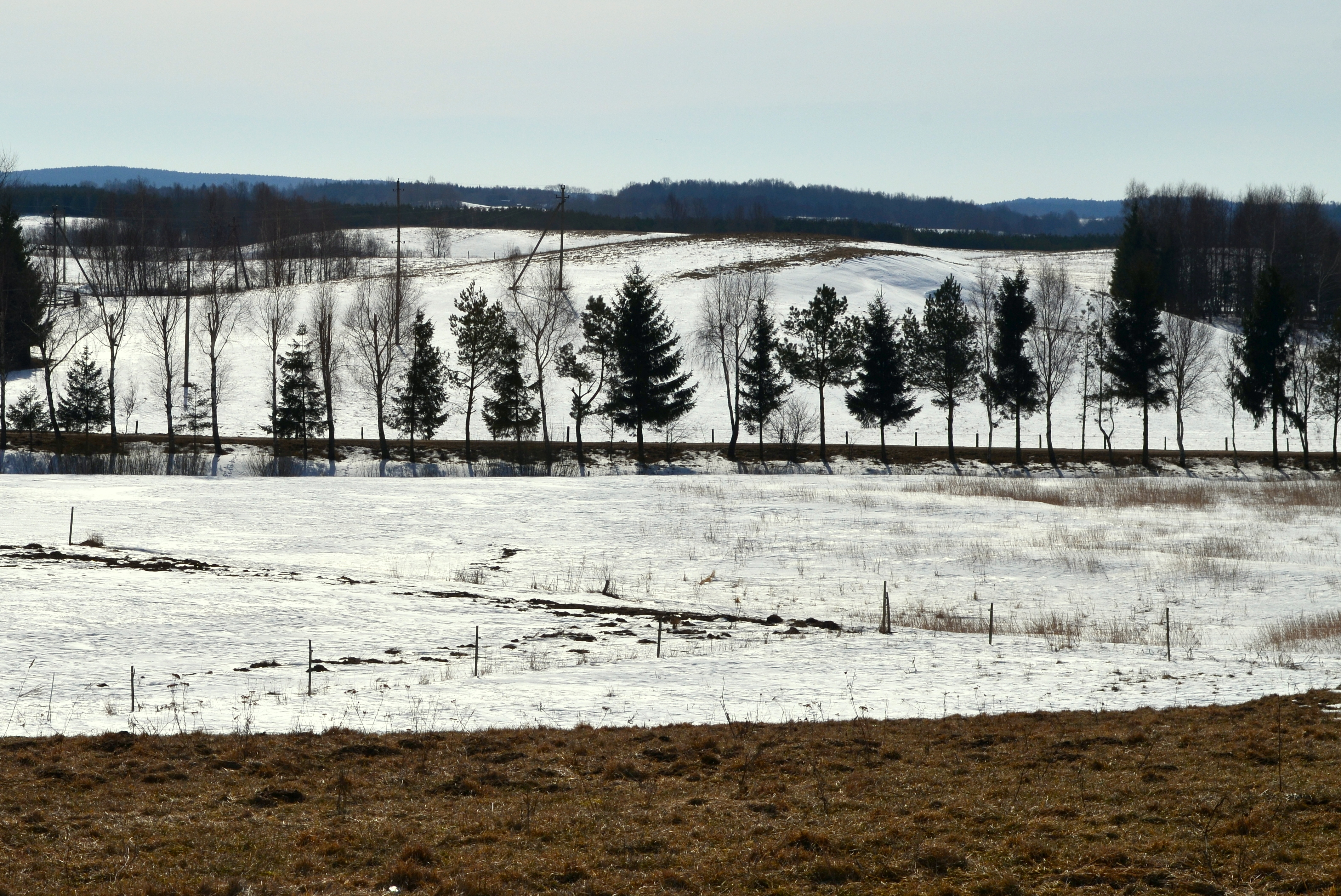
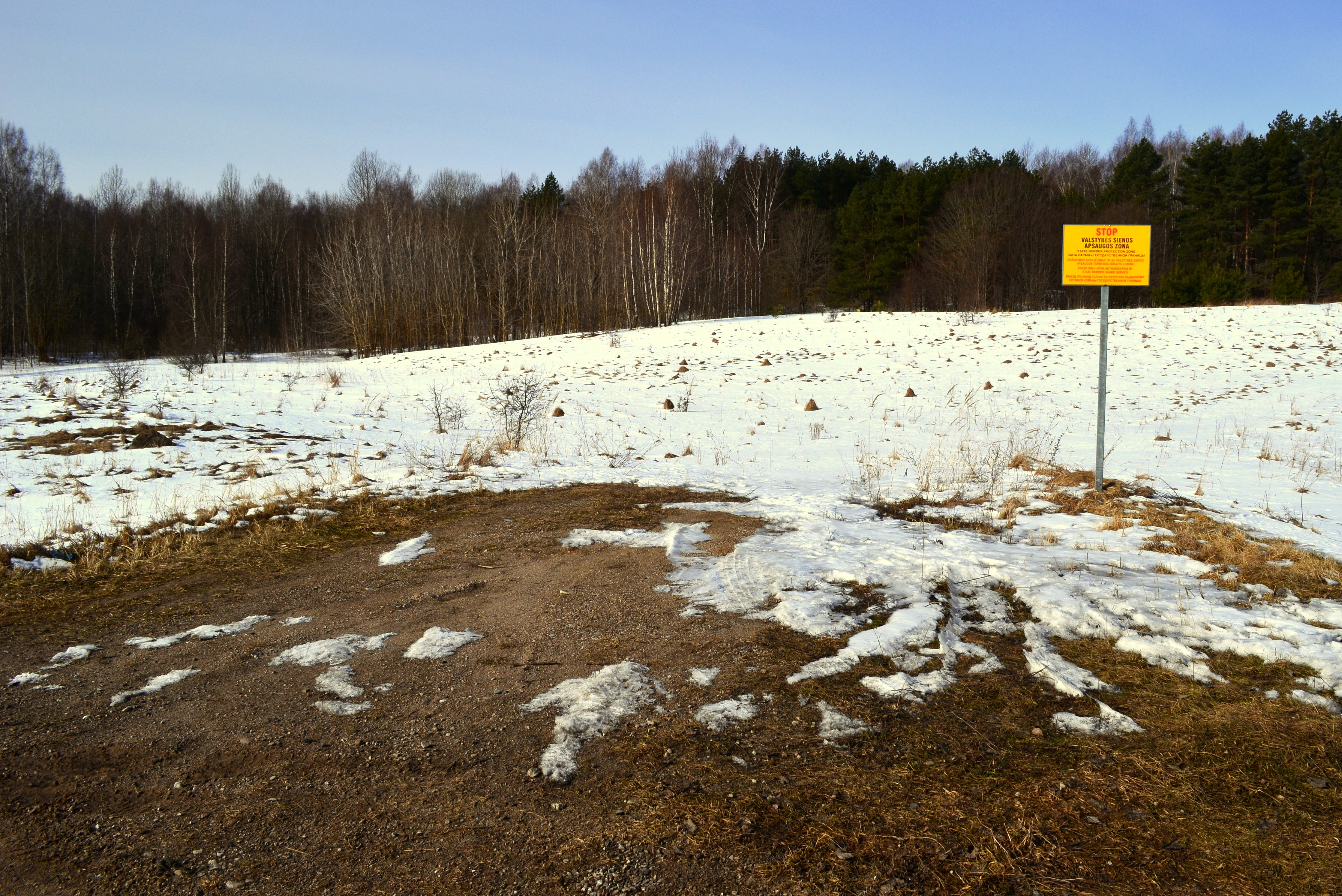
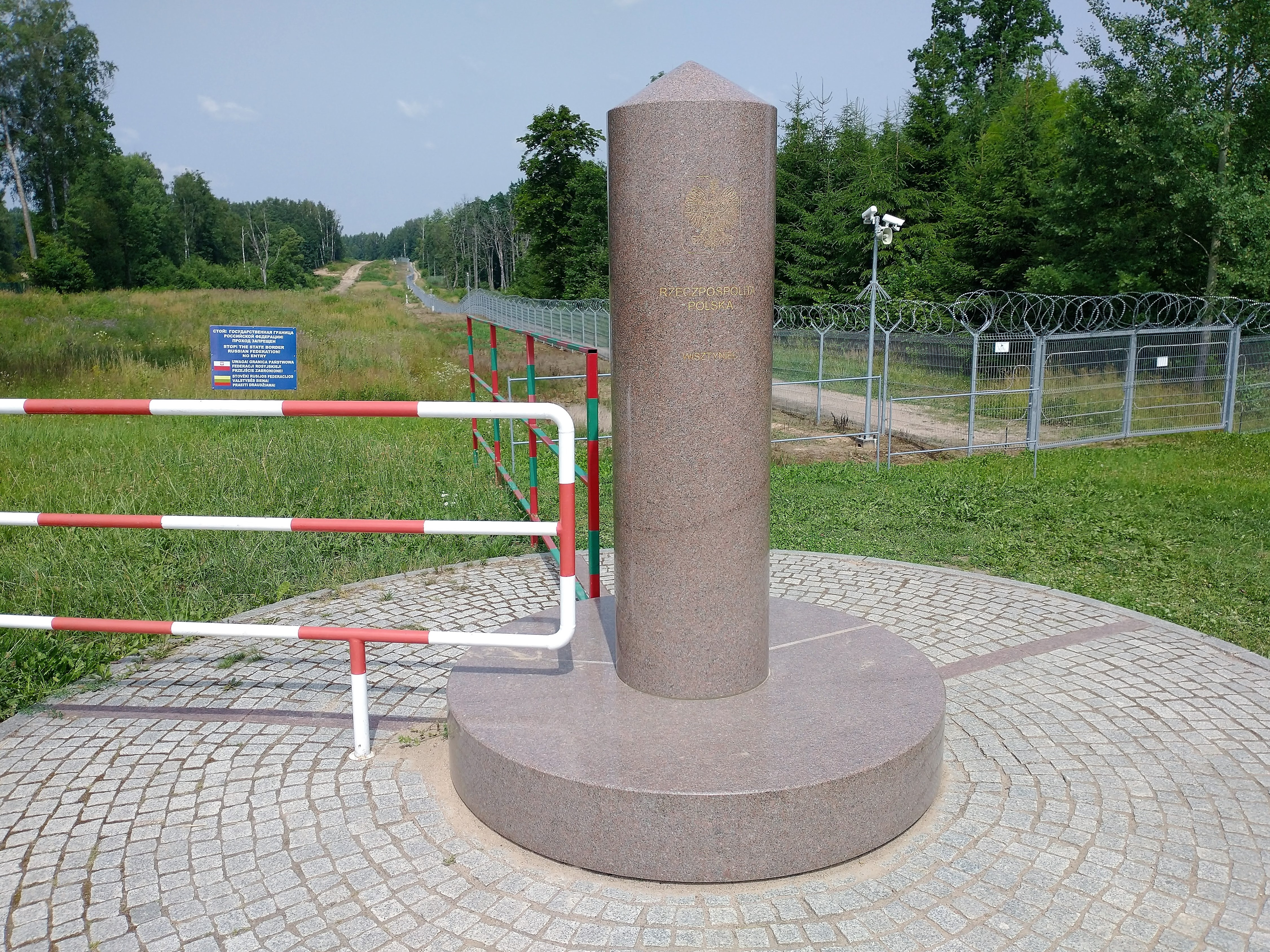